# 懷斯山
懷斯山（英語：Mount Wise），是南極洲的山峰，位於維多利亞地的斯科特海岸，處於布朗半島，海拔高度815米，由新西蘭探險隊成員命名，現時由南極條約體系管理。